# Toponomastika
Toponomastika je znanost o zemljopisnim nazivima toponima. Naziv dolazi od starogrčkih riječi: topos – mjesto i onoma – ime, naziv. Bavi se njihovim značenjem, strukturom, podrijetlom i širenjem. Usko je povezana s poviješću, etnologijom, kartografijom i jezikoslovljem. 
Praktični zadatak toponomastike je transkripcija zemljopisnih naziva.

## Poveznice
- Jezikoslovlje
- Geografija
- Geografski leksikon